# Gulfstream III
El Gulfstream III, un reactor de negocios producido por Gulfstream Aerospace, es una variante mejorada del Grumman Gulfstream II.

## Diseño y desarrollo

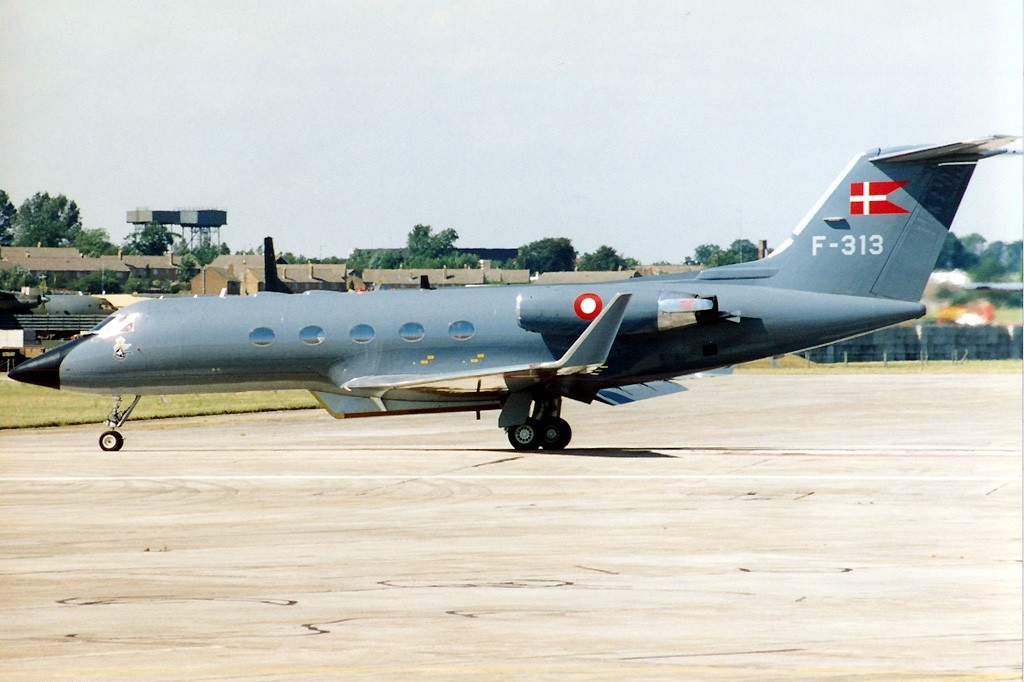
Gulfstream III de la Real Fuerza Aérea de Dinamarca (F-313) en la Base Aérea de Fairford.

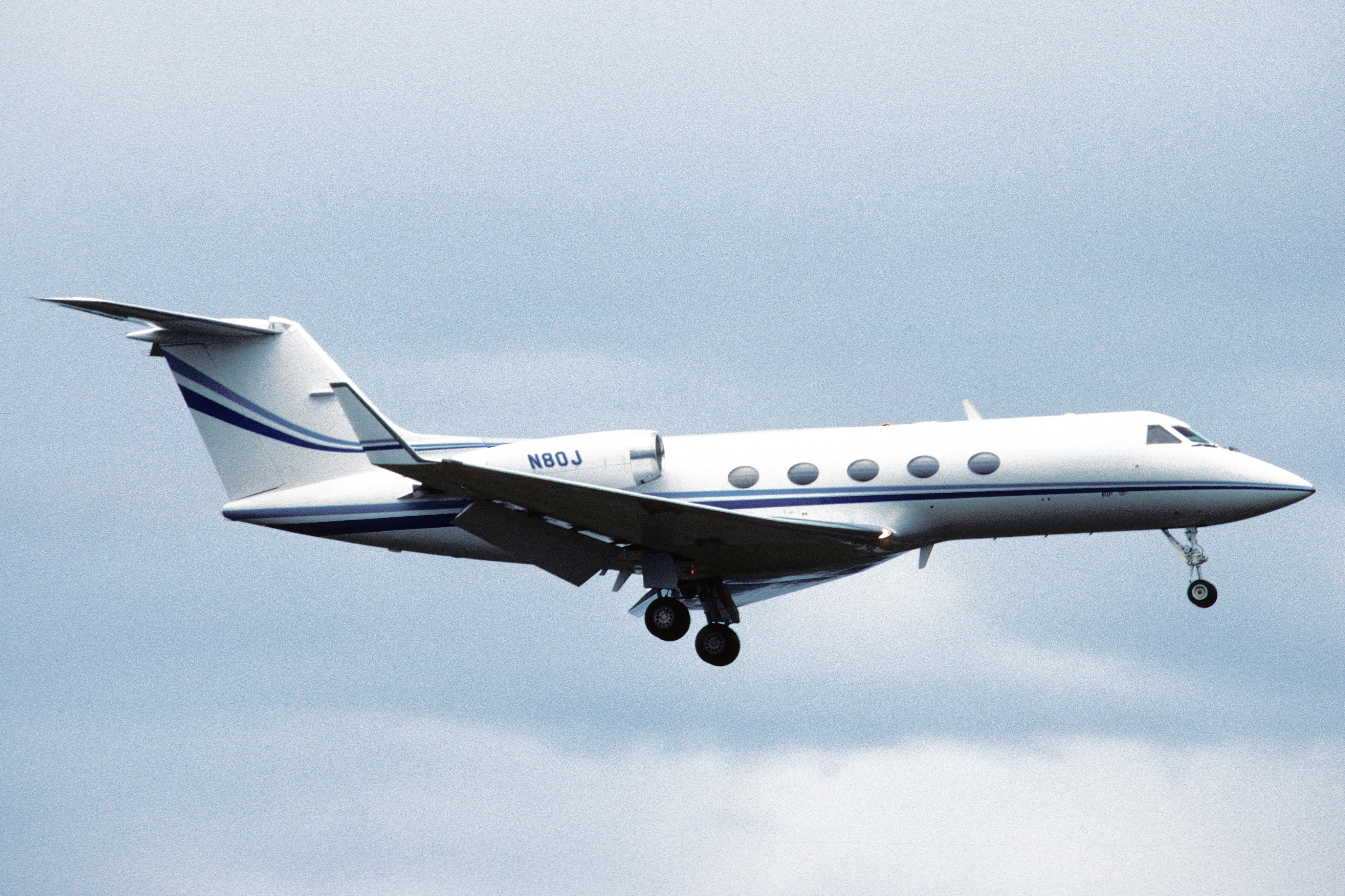
Gulfstream G-1159A (N80J).

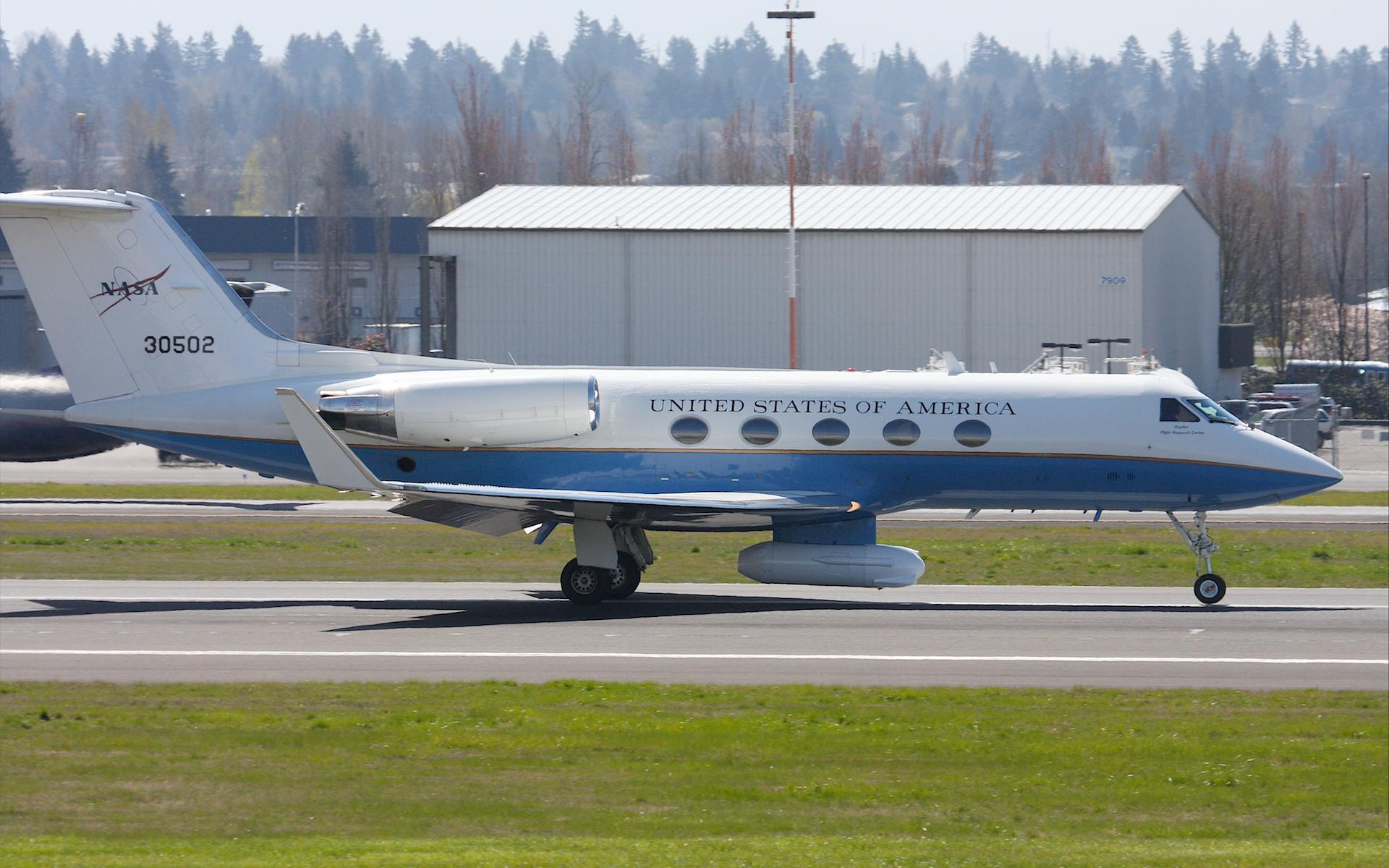
C-20A de la NASA (30502) en el Centro Dryden de Investigaciones de Vuelo.

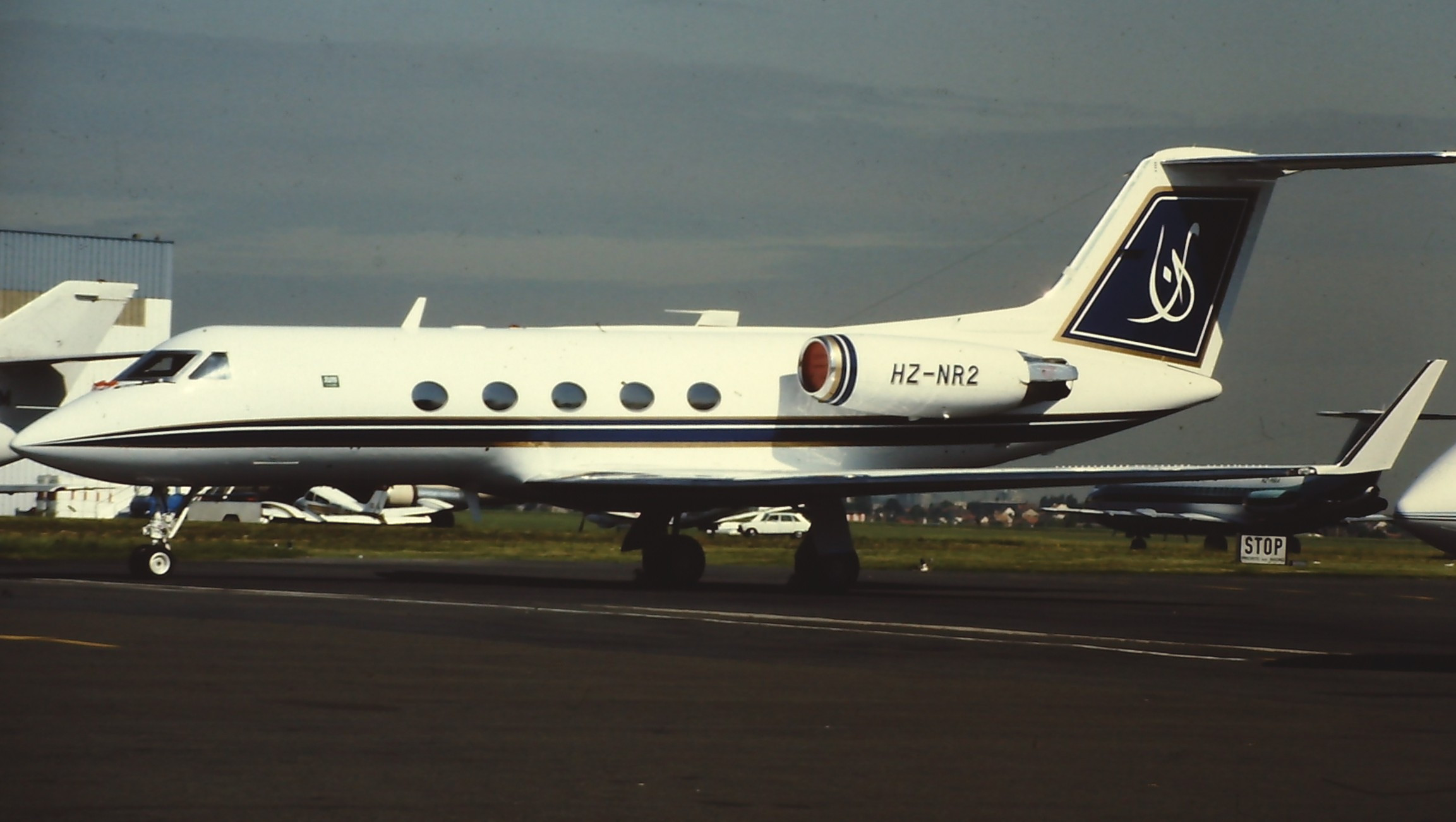
Gulfstream III G-1159A (HZ-NR2) en el Paris Air Show 1981.

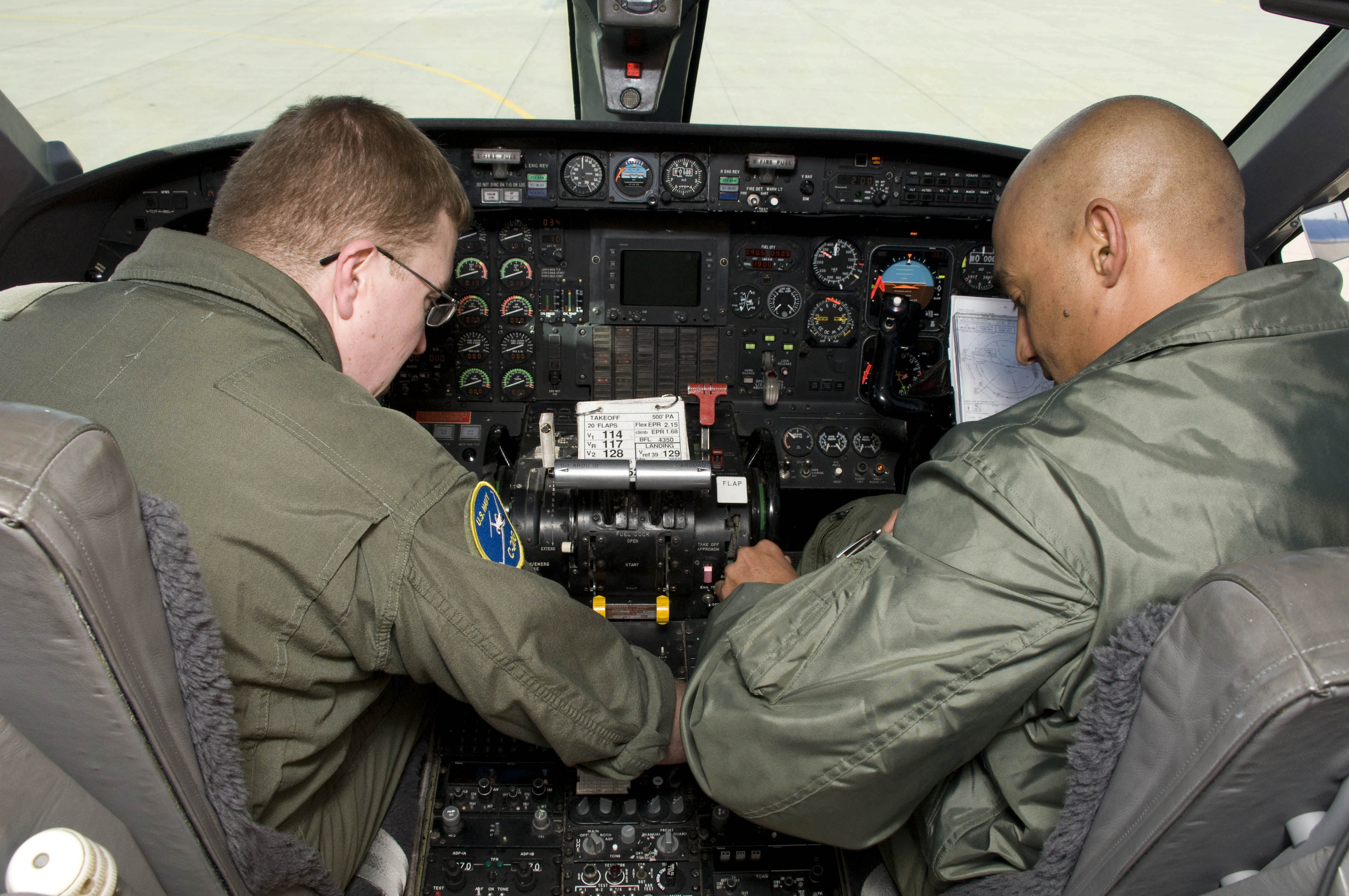
Cabina del C-20A.

El Gulfstream III fue construido en Savannah, Georgia, Estados Unidos, y fue diseñado como una variante mejorada del Grumman Gulfstream II. Los estudios de diseño fueron realizados por la Grumman Aerospace Corporation, en colaboración con la Gulfstream American Corporation. El diseño del Gulfstream III comenzó con los trabajos para sintetizar un ala completamente nueva empleando secciones y winglets supercríticos de la NASA. Los estudios de optimización considerando el peso, la resistencia, el volumen de combustible, los costes y las prestaciones indicaban que una parte sustancial de los beneficios de la nueva ala podían asegurarse con modificaciones del ala existente. Como resultado, el concepto de la nueva ala fue cancelado y se comenzaron trabajos de modificaciones de diseño que retendrían la estructura de caja del ala y las superficies del borde de fuga del Gulfstream II.
Comparado con el G-1159 Gulfstream II, el ala tiene 1,8 m más de envergadura y unos winglets añadidos de 1,5 m, el borde de ataque es más largo y su contorno está modificado. El fuselaje es 0,6 m más largo por detrás de la puerta principal, el radomo está alargado y posee un nuevo parabrisas curvo. El peso máximo al despegue se incrementó hasta los 30 935 kg o 31 615 kg y hay varios cambios en el piloto automático, instrumentos de vuelo y de motor. El avión recibió el Certificado de tipo de la Administración Federal de Aviación el 22 de septiembre de 1980. Se construyó un total de 202 Gulfstream III, siendo fabricado el último en 1986.
En 2013, la FAA modificó 14 normas del CFR part 91 para prohibir las operaciones de reactores de 34 019 kg (75 000 lbs) o menos que no cumplieran con la Etapa 3 de reducción de ruido el 31 de diciembre de 2015. El Gulfstream III es mencionado explícitamente en el Registro Federal 78 FR 39576. Cualquier Gulfstream III que no hubiera sido modificado con la instalación de motores de la Etapa 3 de reducción de ruido o no se les hubieran instalado "silenciadores" en los motores no reductores, no tendría permiso para volar en los Estados Unidos continentales después de aquella fecha. En 14 CFR §91.883 Special flight authorizations for jet airplanes weighing 75,000 pounds or less se relacionan las autorizaciones especiales de vuelo que tienen garantizadas las operaciones después de dicha fecha.
En 2018, los precios de un Gulfstream III de 1982 usado comenzaban a partir de 695 000 dólares.

## Variantes

### Civiles
G-1159A Gulfstream III
Avión corporativo con cabina para dos o tres tripulantes y 19 pasajeros, propulsado por dos turbofán Rolls-Royce Spey.

### Militares
C-20A
Variante de la Fuerza Aérea de los Estados Unidos (USAF) configurada para 14 pasajeros y 5 tripulantes; fue retirada de la USAF en 2002, un ejemplar fue transferido a la NASA para su uso en el Neil A. Armstrong Flight Research Center en la Base de la Fuerza Aérea Edwards como un avión de pruebas.
C-20B
Variante con electrónica avanzada para la USAF y la Guardia Costera de Estados Unidos, utilizada para apoyo táctico y misiones especiales de transporte. La Guardia Costera solo operó un ejemplar.
C-20C
Variante de la USAF, es un C-20B mejorado en comunicaciones seguras, a menudo utilizado como avión de respaldo que acompaña al VC-25A cuando está operando como Air Force One.
C-20D
Variante de Transporte de Apoyo Operativo (Operational Support Airlift, OSA) de la Armada de los Estados Unidos, con equipo de comunicaciones modificado para su uso en la misma, normalmente en apoyo de altos oficiales navales.
C-20E
Variante con fuselaje alargado y ala rediseñada para su uso en el Ejército de los Estados Unidos como Transporte de Apoyo Operativo (Operational Support Airlift, OSA).
Gulfstream III SRA-1
Versión especial de vigilancia y reconocimiento para exportación.
Gulfstream III SMA-3
Versión para la Real Fuerza Aérea de Dinamarca, equipado con un radar de búsqueda Texas Instruments APS-127. Se construyeron en 1983 tres aviones para reconocimiento y patrulla marítima, protección de barcos pesqueros, búsqueda y rescate y transporte VIP. Actualmente no están en servicio.
NOTA: Los C-20F y C-20J del Ejército, los C-20G de la Armada/Cuerpo de Marines, y los C-20H de la Fuerza Aérea estadounidenses son variantes del Gulfstream IV.

### Operaciones Especiales
- Un C-20B (83-0502, cn 389) fue modificado con un soporte central para poder cargar un contenedor del Radar de Apertura Sintética de Vehículo Aéreo No Tripulado (Unmanned Aerial Vehicle Synthetic Aperture Radar, UAVSAR).[9]

- Un Gulfstream III (N992NA, cn 309) fue modificado con un soporte central para poder cargar un contenedor del Observatorio Aerotransportado de Microondas de Subcanopía y Subsuelo (Airborne Microwave Observatory of Subcanopy and Subsurface, AirMOSS), una modificación del contenedor UAVSAR.[10]

- El grupo Phoenix Air opera dos aviones SMA-3 que pertenecieron a la Real Fuerza Aérea de Dinamarca  (N173PA, cn 313; N163PA, cn 249) y un Gulfstream III (N186PA, cn 317).[11] Uno de ellos proporciona vigilancia marítima aerotransportada para la Agencia de Defensa de Misiles (MDA) y otras instalaciones del Ministerio de Defensa usando un sistema de Radar de Búsqueda de Superficie de Texas Instruments APS-127.[12] Los tres están configurados con una gran puerta de carga. En 2008, Phoenix Air desarrolló un Sistema de Contención Biomédica Aerotransportado con el Centro de Control de Enfermedades. En 2014, el sistema fue desplegado durante la epidemia de ébola de 2014 en Liberia y voló 12 misiones del ébola para los Estados Unidos.[13]

- El N30LX (cn 438) ha sido modificado con la adición de un carenado ventral y torreta de sensores como Laboratorio Multi-inteligencia Aerotransportado (Airborne Multi-Intelligence Laboratory) "Dragon Star" para ser usado por Lockheed Martin.[14] This has been leased by Italy since 2012.[15]

- Calspan opera el N710CF (cn 448), que ha sido modificado como bancada de pruebas aerotransportada. Las modificaciones incluyen un soporte central[16] y un radomo dorsal de comunicaciones satélite.[17]

- Dos Gulfstream III, K2961 (cn 494) y K2962 (cn 495), fueron equipados con cámaras de fotografía oblicua de gran alcance en el fuselaje y entregados a la Fuerza Aérea India.[18][19]

## Operadores

### Militares y gubernamentales
Arabia Saudita
 Argelia
 Camerún
- Fuerza Aérea de Camerún

 Costa de Marfil
 Chile
- Fuerza Aérea de Chile: reemplazado posteriormente por un Gulfstream IV.

 Dinamarca
- Real Fuerza Aérea Danesa

 Estados Unidos
- Fuerza Aérea de los Estados Unidos
- Guardia Costera de Estados Unidos
- Ejército de los Estados Unidos
- NASA
- Armada de los Estados Unidos

 Gabón
 Ghana
- Fuerza Aérea de Ghana

 India
- Fuerza Aérea India

 Irlanda
- Cuerpo Aéreo Irlandés

 Italia
- Aeronautica Militare

 Marruecos
- Real Fuerza Aérea Marroquí

 México
- Fuerza Aérea Mexicana

 Omán
 Togo
 Uganda
- Fuerza Aérea de Uganda

 Venezuela
- Fuerza Aérea Venezolana

 Zimbabue
- Fuerza Aérea de Zimbabue

## Accidentes
- El 3 de agosto de 1996, durante la aproximación final al Aeropuerto de Vágar en las Islas Feroe, el Gulfstream III (F-330) de la Real Fuerza Aérea Danesa resultó destruido al estrellarse contra una montaña, donde murieron las 9 personas que iban a bordo, entre ellas el jefe de Defensa danés Jørgen Garde.[20][21]
- El 29 de marzo de 2001, al tratar de aterrizar en el Aeropuerto del Condado de Aspen-Pitkin, un Gulfstream III de Avjet se estrelló contra una colina, muriendo las 18 personas a bordo.[22][23]
- El 4 de julio de 2017, en las cercanías de la Isla de Margarita, un Gulfstream III perteneciente al SATA (Servicio Coordinado de Transporte de Aéreo del Ejecutivo Nacional) y utilizado por el Vicepresidente de Venezuela, se precipitó en el mar con 9 personas a bordo. Dos cadáveres fueron hallados mientras que los demás ocupantes fueron declarados como desaparecidos.[24][25]

## Especificaciones (Gulfstream III)
Referencia datos: Jane's Civil and Military Aircraft Upgrades 1994–95

### Características generales
- Tripulación: Dos-tres
- Capacidad: 19 pasajeros (acomodo estándar)
- Longitud: 25,3 m (83,1 ft)
- Envergadura: 23,7 m (77,8 ft)
- Altura: 7,4 m (24,4 ft)
- Superficie alar: 86,8 m² (934,7 ft²)
- Perfil alar: raíz: NACA 0012 Mod.; punta: NACA 64A008.5[26]
- Peso vacío: 17 237 kg (37 990,3 lb)
- Peso máximo al despegue: 31 615 kg (69 679,5 lb)
- Planta motriz: 2× turbofán Rolls-Royce Spey RB.163 Mk 511-8.
  - Empuje normal: 51 kN (5200 kgf; 11 465 lbf) de empuje cada uno.
- Alargamiento: 6:1

### Rendimiento
- Velocidad máxima operativa (Vno): 928 km/h (577 MPH; 501 kt) (máximo crucero)
- Velocidad crucero (Vc): 819 km/h (509 MPH; 442 kt) (crucero de largo alcance)
- Velocidad de entrada en pérdida (Vs): 194 km/h (121 MPH; 105 kt)
- Alcance: 6760 km (3650 nmi; 4200 mi) (8 pasajeros, reserva IFR)
- Techo de vuelo: 14 000 m (45 932 ft)
- Régimen de ascenso: 19 m/s (3740 ft/min)

## Aeronaves relacionadas

### Desarrollos relacionados
- Grumman Gulfstream II
- Gulfstream IV/G400/G450

### Secuencias de designación
- Secuencia C-_ (Aviones de Carga estadounidenses, 1962-presente): ← C-17 - C-18 - C-19 - C-20A-D/F-H - C-21 - C-22 - C-23 →